# 姚世熙
姚世熙（1523年—？），字思載，貴州新添衛官籍，直隸廬州府舒城縣人，明朝政治人物。

## 生平
嘉靖二十五年（1546年）丙午科貴州鄉試第四名舉人，二十九年（1550年）中式庚戌科會試第一百四十九名，三甲第一百二十七名進士。授開封府推官，隆慶元年（1567年）任廣東按察司副使，以剿曾一本功升廣東左參政，四年（1570年）四月升湖廣按察使，十一月升浙江右布政使，五年（1571年）二月升浙江左布政使，六年（1572年）四月任太僕寺卿，十二月吏部考察，令冠帶閑住。

## 家族
曾祖姚信；祖父姚鑑，百戶；父姚璋，母胡氏。具慶下。弟姚世泰、姚世和。